# Jeunesse Sportive Musulmane Relizane
Jeunesse Sportive Musulmane Relizane  .(en arab شبيية غليزان)  , plus couramment abrégé en JSM Relizane ou encore en JSMR , est un club algérien de football fondé en 1947 et basé dans la ville de Relizane .